# Aventura burlacului nobil
Aventura burlacului nobil (în engleză The Adventure of the Noble Bachelor) este una dintre cele 56 povestiri scurte cu Sherlock Holmes ale lui Sir Arthur Conan Doyle și a zecea povestire din volumul Aventurile lui Sherlock Holmes.
Ea a fost publicată în revista Strand Magazine din aprilie 1892, cu ilustrații de Sidney Paget, apoi în volumul "Aventurile lui Sherlock Holmes" (în engleză The Adventures of Sherlock Holmes) editat la 14 octombrie 1892 de George Newnes Ltd din Anglia. 

## Rezumat

### Misterul inițial

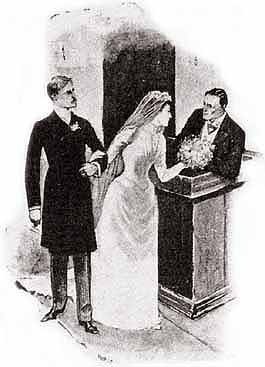
Un domn aflat pe o bancă din biserică înmânează buchetul scăpat pe jos de mireasă.

Sherlock Holmes este contactat de lordul Robert St. Simon, care-i solicită ajutorul pentru găsirea miresei sale, care a dispărut din casă în ziua căsătoriei lor. Lordul, al doilea fiu al ducelui de Balmoral și un burlac de 41 ani, își întâlnise viitoarea soție, Miss Hatty Doran din San Francisco, în timpul unei călătorii în Statele Unite ale Americii ce avusese loc cu un an în urmă. Aceasta era fiica unuia dintre cei mai bogați proprietari de exploatări miniere din vestul Statele Unite. Ea venise în Anglia împreună cu tatăl ei, iar lordul se întâlnise de câteva ori cu ea după care cei doi s-au logodit.
Evenimentele din ziua nunții l-au uimit pe lordul Robert, deoarece se părea că mireasa lui, Miss Hatty Doran, era plină de entuziasm cu privire la căsătoria lor iminentă. Nunta a avut loc într-o dimineață la Biserica St. George din piața Hanovra. St. Simon i-a spus lui Holmes că a observat o schimbare în starea de spirit a tinerei doamne doar după ceremonia nupțială. În timp ce se îndrepta spre sacristie, ea a scăpat buchetul de nuntă pe jos, care i-a fost înmânat de un bărbat necunoscut care stătea în bancă și asista la ceremonie. Când lordul a deschis discuția despre acest moment, soția sa i-a răspuns cu asprime. 
Mirii și nuntașii s-au deplasat apoi la casa din Lancaster Gate a tatălui fetei, Aloysius Doran. Imediat după venirea nuntașilor, în casă a încercat să pătrundă o tânără pe nume Flora Millar, dansatoare la "Allegro", cu care lordul se aflase în strânse relații de prietenie și care a pretins că avea anumite drepturi asupra mirelui. Aceasta a fost dată imediat afară de către doi polițiști în civil prezenți la banchetul de nuntă. În acest timp, doamna St. Simon s-a plâns de o indispoziție, s-a ridicat de la masă și a fost văzută vorbind cu camerista ei americană, Alice. La scurtă vreme s-a constatat că mireasa dispăruse din casă.
Unul dintre servitori a afirmat că o văzuse pe doamnă părăsind în grabă casa îmbrăcată cu un palton peste rochia de mireasă. Observând dispariția fiicei sale, domnul Aloysius Doran a chemat imediat poliția. Inspectorul Lestrade a arestat-o pe Flora Millar, care fusese văzută ulterior plimbându-se la braț cu doamna St. Simon în Hyde Park. 

### Rezolvare
La finalul întrevederii cu lordul, Sherlock Holmes i-a spus acestuia că a rezolvat misterul dispariției și că mai are doar câteva detalii de clarificat înainte de a expune desfășurarea faptelor. Detectivul îi spune lui Watson că a rezolvat misterul dispariției, bazându-se pe câteva cazuri anterioare de dispariții similare.
La scurtă vreme, în apartamentul lui Holmes sosește inspectorul Lestrade care îi aduce informația că găsise în lacul Serpentine o rochie de mireasă din mătase, o pereche de pantofi albi, o coroniță și un văl de mireasă, plus o verighetă nouă. Acestea fuseseră deja identificate ca fiind ale doamnei St. Simon. În buzunarul rochiei fusese găsit un bilet în care cineva cu inițialele F.H.M. (Lestrade crede că aceste inițiale sunt ale Florei Millar) o chemase la o întâlnire pe doamna St. Simon. Pe spatele biletului era o bucată dintr-o notă de plată a unui hotel, pe care Holmes o consideră foarte interesantă. Polițistul crede că doamna fusese ademenită afară de către Flora Millar, care i-a întins o capcană îngrozitoare.
După orele 17, Holmes iese din casă, spunând că vrea să facă și ceva muncă de teren. El se întoarce înainte de ora 21, pe masa din camera sa fiindu-i așezată un meniu de cină pentru cinci persoane. În afară de Holmes și Watson, în cameră sosesc lordul St. Simon și un cuplu necunoscut pe care detectivul îl prezintă ca fiind domnul și doamna Francis Hay Moulton. Din discuție se dezvăluie faptul că doamna era soția lordului St. Simon, Hatty. 

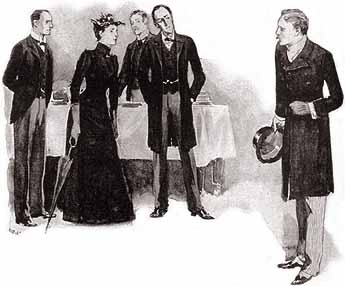
Lordul St. Simon descoperind adevărul.

Hatty îi explică lordului că domnul Francis Hay Moulton era soțul ei. Cei doi se cunoscuseră în 1884 în tabăra McQuire din Munții Stâncoși, unde atât tatăl fetei, cât și Frank (Francis) exploatau câte o mină de aur. Ei s-au logodit, dar, în timp ce tatăl lui Hatty a găsit aur și s-a îmbogățit, mina lui Frank a secat. În cele din urmă, tatăl lui Hatty n-a mai fost de acord cu logodna și a luat-o cu el la Frisco. Frank a urmărit-o și i-a promis logodnicei sale că se va duce în altă parte să facă și el avere și se va întoarce după ce va avea la fel de mulți bani ca Aloysius Doran. Ei s-au căsătorit pe ascuns. Frank a plecat să caute aur în Montana, Arizona și apoi New Mexico, după care a apărut un articol într-un ziar în care scria că tabăra minieră fusese atacată de apași, iar pe lista celor uciși figura și numele său. Hatty a fost bolnavă luni de zile, iar după un an și mai bine în care nu mai primise nicio veste ea a fost convinsă că soțul ei murise întra-adevăr. Acesta nu murise însă, ci fusese luat prizonier de apași.
Mai târziu, Hatty se întâlnise cu lordul St. Simon și fusese de acord să se căsătorească cu el, chiar dacă inima ei îi încă aparținea lui Frank. Între timp, acesta evadase și venise la Frisco să o caute, iar apoi aflase că a ea a plecat în Anglia, unde urma să se căsătorească cu altcineva. În ziua nunții, pe când se apropia de altar, Hatty l-a văzut pe frank așezat în băncile bisericii și aproape că a leșinat de emoție. El i-a scris un bilet, iar când se întorcea de la sacristie Hatty a scăpat intenționat buchetul pe jos, acesta fiindu-i înmânat de Frank, care i-a strecurat cu acel prilej și un bilet. 
După ceremonie, Hatty l-a văzut prin geam pe Frank, care i-a făcut semn să iasă afară. Ea a fost urmărită de Flora Millar care i-a povestit unele lucruri despre lord. Cei doi s-au ascuns și au vrut să fugă, deși Frank era de părere că trebuie să spună adevărul. Cum Hatty era rușinată de acea întâmplare, Frank i-a luat hainele de nuntă și le-a aruncat în lacul Serpentine. Cei doi soți urmau să plece a doua zi la Paris, dar au fost găsiți de Holmes care i-a sfătuit că este mai bine să-i spună lordului St. Simon întregul adevăr. Lordul nu este mișcat de scuzele lui Hatty și simte că a fost foarte grav jignit.
Holmes afirmă că a rezolvat cazul plecând de la analogia cu alte cazuri similare petrecute în Europa, el dându-și seama că bărbatul aflat în biserică trebuia să fie un fost iubit sau soț al lui Hatty. Plecând de la faptul că biletul fusese scris pe spatele unei note de plată de la un hotel, iar prețurile din nota de plată erau cam mari, detectivul a dedus că domnul din biserică era cazat la unul dintre cele mai selecte hoteluri din Londra. El s-a uitat în registrele hotelurilor, iar la al doilea hotel cercetat a aflat că un american pe nume Francis H. Moulton părăsise hotelul doar cu o zi înainte și solicitase să i se trimită corespondența la o locuință din Piața Gordon nr. 226. El s-a deplasat acolo și i-a găsit pe soții Moulton, pe care i-a sfătuit să-și clarifice situația.

## Personaje
- Sherlock Holmes
- doctorul Watson
- Lord Robert St. Simon  - al doilea fiu al ducelui de Balmoral
- Hatty Doran - mireasa lordului St. Simon, fiica unui american bogat
- Francis H. Moulton - soțul lui Hatty Doran, cu care se căsătorise în secret
- Flora Millar - dansatoare la "Allegro"
- Lestrade - inspector la Scotland Yard

## Comentariu
În al treilea paragraf al povestirii, Watson afirmă că acest caz a avut loc "într-o după amiază, cu câteva săptămâni înainte de căsătoria mea, pe vremea când încă împărțeam cu Holmes apartamentul din strada Baker". Mai departe, dar tot la început, Holmes citește o fișă biografică a lordului St. Simon în care erau scrise următoarele: "Născut în 1846. El are 41 ani..."; din aceste cuvinte se deduce că anul în care se petrece acțiunea este 1887 sau 1888. 
Conan Doyle implică, de asemenea, faptul că Flora Millar a fost amanta lordului St. Simon, de care se despărțise cu puțin timp înainte de nuntă, că lordul Robert se căsătorește cu Hatty Doran doar pentru banii ei și că nu o iubește cu adevărat și nici ea pe el. În perioadele victoriene și edwardiene era un lucru obișnuit ca fiii săraci ai nobilimii să se căsătorească cu moștenitoare americane.
Aceasta este una dintre o serie de povestiri în care Holmes îl învinge pe inspectorul Lestrade de la Scotland Yard. Lestrade ajunge chiar să sugereze că Holmes este nebun, dar, ca întotdeauna, Holmes este cel care rezolvă cazul. Lestrade era convins că Flora Millar, o admiratoare părăsită de St. Simon, a fost implicată în dispariția soției lordului, din moment ce Hatty a primit un bilet semnat cu inițialele "F.H.M.".

## Adaptări
Această povestire a servit ca sursă de inspirație pentru al șaptelea film cu Sherlock Holmes (filmat în 1921) din seria de filme mute cu Eille Norwood.
Povestirea a fost mult extrapolată și adaptată de scenaristul T.R. Bowen într-un lungmetraj de 104 minute, difuzat în Anglia la 3 februarie 1993 și care a făcut parte din serialul de televiziune "Sherlock Holmes" realizat de Granada Television cu Jeremy Brett în rolul principal.  Episodul are titlul The Eligible Bachelor, iar în rolurile principale joacă Jeremy Brett (Sherlock Holmes), Edward Hardwicke (dr. Watson), Simon Williams (Lordul Robert St. Simon) și Heather Chasen (Hon. Amelia St. Simon). 
Episodul conține schimbări semnificative față de textul original, incluzând elemente din alte părți ale canonului holmesian. Scenariul filmului l-a transformat pe St. Simon într-un mizerabil personaj gen "Barbă Albastră", care s-a căsătorit cu o serie de femei bogate înainte de a se căsători cu Hatty Doran.

## Traduceri în limba română
- Aventura burlacului nobil - în volumul "Aventurile lui Sherlock Holmes. Vol I" (Colecția Adevărul, București, 2010) - traducere de Luiza Ciocșirescu
- Aventura burlacului nobil - în volumul "Aventurile lui Sherlock Holmes. Vol I" (Colecția Adevărul, București, 2011) - traducere de Luiza Ciocșirescu